# Liste des ambassadeurs de France à la Barbade
La représentation diplomatique de la République française auprès de la Barbade est située à l'ambassade de France à Castries, capitale de Sainte-Lucie, et son ambassadeur est, depuis 2022, Francis Étienne. 

## Représentation diplomatique de la France
La France n'a pas de représentation diplomatique permanente auprès de la Barbade. Peu de temps après l'indépendance de l'ancienne colonie britannique le 30 novembre 1966, la France ouvre des relations diplomatiques avec ce pays et fait accréditer son ambassadeur à Castries.

## Ambassadeurs de France à la Barbade
| De   | À    | Ambassadeur                 | Résidence      |
| ---- | ---- | --------------------------- | -------------- |
| 1968 | 1975 | Paul Le Mintier de Léhélec  | Port-d'Espagne |
| 1975 | 1979 | Henri Chollet               | Port-d'Espagne |
| 1979 | 1983 | René de Choiseul-Praslin    | Port-d'Espagne |
| 1983 | 1984 | Françoise Claude-Lafontaine | Port-d'Espagne |
| 1984 | 1987 | Jean Le Cannelier           | Port-d'Espagne |
| 1987 | 1991 | Jane Debenest               | Port-d'Espagne |
| 1991 | 1995 | Denis Nardin                | Port-d'Espagne |
| 1995 | 1999 | Pierre Ariola               | Port-d'Espagne |
| 1999 | 2004 | Olivier Pelen               | Port-d'Espagne |
| 2004 | 2008 | Charley Causeret            | Port-d'Espagne |
| 2008 | 2012 | Michel Trinquier            | Port-d'Espagne |
| 2012 | 2015 | Jacques Sturm               | Port-d'Espagne |
| 2015 | 2016 | Éric de la Moussaye         | Castries       |
| 2016 | 2020 | Philippe Ardanaz            | Castries       |
| 2020 | 2022 | Jacques-Henry Heuls         | Castries       |
| 2022 | auj. | Francis Étienne             | Castries       |

## Consulats
Il existe un consul honoraire exerçant à Bridgetown, capitale de la Barbade. Depuis 2011, il s'agit du capitaine Don G. Chee-A-Tow, ancien pilote de ligne au sein de la compagnie aérienne LIAT.